# 阎建钢
阎建钢（1959年—），男，河南开封人，中国大陆导演。凭借电视剧《擎天柱》获得第13届中国电视飞天奖最佳导演奖。代表作有电视剧《东周列国战国篇》、《尘埃落定》、《中国地》、《赵氏孤儿案》、《于无声处》等。